# Atheloca
Atheloca is een geslacht van vlinders van de familie snuitmotten (Pyralidae), uit de onderfamilie Phycitinae.

## Soorten
- A. bondari Heinrich, 1956
- A. subrufella Hulst, 1887